# Helena Elisabeth von Wrede
Helena Elisabeth von Wrede (* um 1647; † 9. Mai 1728 in Nottuln) war Äbtissin im Stift Nottuln.

## Leben

### Herkunft und Familie
Helena Elisabeth von Wrede wuchs in der uralten westfälischen Adelsfamilie von Wrede auf. Ihre Eltern waren Caspar von Wrede zu Amecke (1608–1671) und Catharina Korff. Ihre jüngere Schwester Catharina war Stiftsdame.

### Werdegang und Wirken
Helena Elisabeth wurde vor 1654 in Nottuln präbendiert. Am 10. September 1659 wurde sie aufgeschworen. Von ihrer Vorgängerin, der Äbtissin Elisabeth Wilhelmina von Büren, wurde sie im Dezember 1690 getadelt, weil sie ihre Aufsichtspflichten verletzt und auch nächtlichen Männerbesuch geduldet hatte. Deswegen sollte sie 20 Reichstaler Strafe zahlen, für die Dauer eines halben Jahres suspendiert werden und kein Stimmrecht im Kapitel haben. Als die Äbtissin verstorben war, wurde eine Neuwahl angesetzt, die am 21. Dezember stattfand. Helena Elisabeth vereinigte die deutliche Mehrheit der Stimmen auf sich. Der Fürstbischof bestätigte am 3. Februar 1700 diese Wahl und am 11. Mai 1700 wurde Helena bei mehrtägigen Feierlichkeiten in ihr Amt eingeführt. Das Stift erhielt bei dieser Gelegenheit eine Spende von 300 Reichstalern. Sie verzichtete am 3. Juni 1700 zugunsten von Anna Elisabeth Dorothea von Vincke auf ihre Präbende.